# Мелени
Меле́ни (укр. Мелені) — село на Украине, основано в 1532 году, находится в Иршанской поселковой общине Житомирской области.
Код КОАТУУ — 1822383601. Население по переписи 2001 года составляет 1019 человек. Почтовый индекс — 11576. Телефонный код — 4142. Занимает площадь 6,594 км².